# Alois Karlon
Alois Karlon (1. února 1835 Trofaiach – 9. února 1902 Štýrský Hradec) byl rakouský římskokatolický kněz a politik, na konci 19. století poslanec Říšské rady.

## Biografie
Jeho bratrem byl novinář Johann Karlon. Alois vystudoval v letech 1855–1858 teologii na Univerzitě ve Štýrském Hradci. V letech 1856–1864 vyučoval na nově zřízeném arcibiskupském semináři ve Štýrském Hradci. Na kněze byl vysvěcen roku 1858. V období let 1864–1867 byl kaplanem při německém kostele v Římě při areálu Collegio Teutonico di Santa Maria dell’Anima. Potom působil ve vedení semináře ve Štýrském Hradci. V roce 1901 se stal proboštem.
Byl aktivní veřejně i politicky. Již v roce 1867 se podílel na založení listu Grazer Volksblatt. V roce 1869 inicioval svolání prvního katolického sjezdu ve Štýrském Hradci a v důsledku jeho úspěchu pak ve Štýrsku vzniklo během několika let cca 100 katolických spolků. V roce 1870 zároveň zaznamenala ve Štýrsku velký úspěch v zemských volbách katolická konzervativní strana, za níž nastoupilo na Štýrský zemský sněm deset katolických poslanců, mezi nimi i Karlon. Zastupoval zde venkovské obce v okrese Leibnitz.
V 70. letech 19. století se zapojil i do celostátní politiky. Ve volbách do Říšské rady roku 1873 získal mandát za kurii venkovských obcí, obvod Leibnitz, Deutsch-Landsberg atd. Za týž obvod mandát obhájil i ve volbách do Říšské rady roku 1879 a volbách do Říšské rady roku 1885. Rezignace na poslanecký mandát byla oznámena na schůzi 11. října 1887. Opětovně byl ale do parlamentu zvolen ve volbách do Říšské rady roku 1891 a volbách do Říšské rady roku 1897, stále za svůj tradiční volební obvod.Profesně byl k roku 1897 uváděn jako prelát a kapitulár v Seckau.
V Říšské radě zastupoval Hohenwartův klub. V listopadu 1881 přešel do nově utvořeného Liechtensteinova klubu (oficiálně Klub středu), který byl více katolicky, sociálně reformně a centristicky orientovaný. Později zastupoval Katolickou lidovou stranu. Patřil mezi nejlepší parlamentní řečníky.